# Drouet de Dammartin
Drouet de Dammartin ou Dreux de Dammartin parfois orthographié Dampmartin est un sculpteur et architecte français né au XIVe siècle et mort en 1413 à Jargeau dans l'ancienne province de l'Orléanais. Il est notamment actif en France et en Bourgogne dans la seconde moitié du XIVe siècle,.
Il est probablement le frère cadet de Guy de Dammartin et collabore avec l'architecte Raymond du Temple.

## Biographie

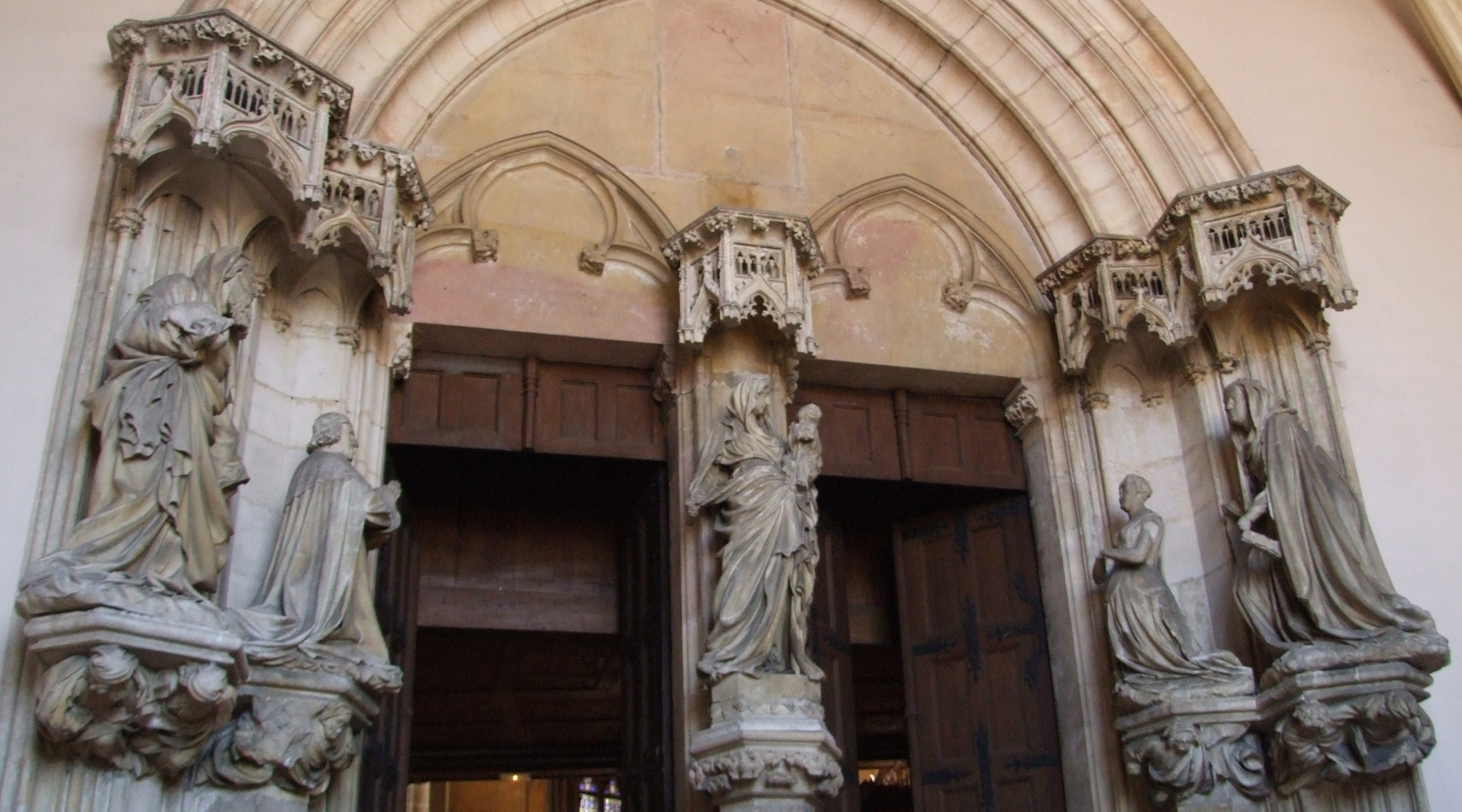
Portail de la Chartreuse de Champmol

On ne connaît la carrière de cet artiste médiéval qu'à travers les livres de comptes qui signalent sa présence sur quelques-uns des plus grands chantiers architecturaux de l'époque. C'est ainsi qu'il apparaît en 1362, travaillant à la construction du palais du Louvre du roi de France Charles V sous la direction de Raymond du Temple. Il participe notamment à l'édification du grand escalier hélicoïdal engagé dans le mur du donjon, dit la grande vis, qui est décoré d'effigies de la famille royale. On lui attribue également la sculpture d'une porte et des armes de Jeanne de Bourbon.
En 1375, on le retrouve aux côtés de son frère, Guy, travaillant à la construction du palais du duc Jean de Berry, frère de Charles V, à Bourges. En 1380, il est à Troyes, où, en compagnie d'autres maîtres parisiens il inspecte la maçonnerie de la cathédrale Saint-Pierre-et-Saint-Paul, notamment son transept.
En 1383, il est chargé par le duc de Bourgogne, Philippe le Hardi, des travaux de construction de la Chartreuse de Champmol près de Dijon, ensemble qui doit rehausser le faste de la capitale bourguignonne et servir de nécropole à la branche des Valois. Il reste peu de choses de ce bâtiment, mais on lui attribue généralement la conception du portail de la chartreuse, fortement inspiré par celui de l'église des Célestins, achevé à Paris en 1370. La même année, Dammartin devient maître général des œuvres de maçonnerie du duc de Bourgogne.
Il visite le château de Rouvres en compagnie de Raymond du Temple en 1384
Il continue ses travaux d'inspection et de construction, travaillant notamment à la Sainte-Chapelle de Dijon avec Jacques de Neuilly.
À la mort de son frère, en 1398, il revient travailler pour le duc de Berry.
Il meurt vers 1413 dans la ville de Jargeau (Orléanais) où il s'est retiré.

## Famille
Drouet de Dammartin est le frère de Guy de Dammartin.
Il a plusieurs enfants avec une dénommé Perette dont notamment Jean de Dammartin, architecte et sculpteur.
En 1392, il se remarie avec la veuve d'un bourgeois de Jargeau.